# Barrouallie
Barrouallie este un oraș situat pe Insula Sfântul Vicențiu. Este capitala Parohiei Saint Patrick. Într-o anumită perioadă a fost capitala Sfântul Vicențiu și Grenadinele. Zona este cunoscută pentru pescuit și este renumită pentru peștele negru ("blackfish"). Datorită munților din jur, orașul se află într-o groapă care peste timp, a protejat orașul de erupții vulcanice.